# Station Lingfield
Lingfield is een spoorwegstation van National Rail in Tandridge in Engeland. Het station is eigendom van Network Rail en wordt beheerd door Southern. Het station is geopend in 1884.